# Furunkl
Furunkl (lat. furunculus) je hluboký a bolestivý zánět vlasového folikulu a okolní tkáně (foliculitis), většinou způsobený stafylokokem nebo směsí různých choroboplodných zárodků. Rozkladem tkáně (nekróza) a hnisáním vzniká „čep“, který může prorazit povrch kůže a spontánně se vyprázdnit. Při uzdravení vzniká jizva. Zanícení okolní tkáně působí bolestivost místa.
Shluk furunklů až do velikosti golfového míčku se nazývá karbunkul. Vznik furunklů i karbunkulů svědčí o tom, že imunitní systém bojuje s nejčastěji bakteriální nákazou.